# جيجي هاميلتون
جيجي هاميلتون (بالسويدية: Gigi Hamilton)‏ هي مغنية وكاتبة غنائية سويدية، ولدت في 7 مايو 1965 في ستوكهولم في السويد.

## وصلات خارجية
- جيجي هاميلتون على موقع IMDb (الإنجليزية)
- جيجي هاميلتون على موقع ميوزك برينز (الإنجليزية)
- جيجي هاميلتون على موقع ديسكوغز (الإنجليزية)

- الموقع الرسمي